# Vicariat apostolique de la Germanie septentrionale

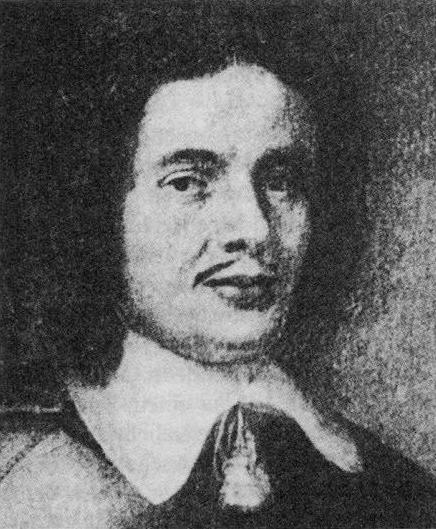
Valerio Maccioni, premier vicaire apostolique

Le vicariat apostolique de la Germanie septentrionale (en latin: Vicariatus Apostolicus Germaniae Septentrionalis) est un siège aujourd'hui supprimé de l'Église catholique.

## Territoire
À l'origine, le vicariat apostolique s'étendait en Europe septentrionale et comprenait les territoires septentrionaux de l'Allemagne (Germanie) (c'est-à-dire le duché de Saxe, l'État de Brême) et aussi la Rhénanie et la Westphalie; de plus il comprenait les territoires de l'actuel Danemark, de la majeure partie de la Suède et de la Norvège actuelles, ainsi que la Silésie.
Au moment de sa suppression, le vicariat apostolique s'étendait dans un territoire politiquement gouverné par la République de Weimar au nord du pays très majoritairement protestant, comprenant l'État de Brême, la ville libre de Hambourg, la ville libre de Lübeck, l'exclave de Lübeck dans l'État libre d'Oldenbourg, l'État libre du Mecklembourg-Schwerin, l'État libre du Mecklembourg-Strelitz et l'État libre de Schaumbourg-Lippe.

## Histoire
Avec la Réforme protestante, l'Église catholique disparaît pratiquement d'immenses territoires et doit supprimer de facto la totalité des diocèses du nord de l'Allemagne et de la Scandinavie. Seuls de petits groupes demeurent fidèles à la foi catholique de leurs ancêtres.
Pour eux, la congrégation de la Propaganda Fide institue en 1622 les Missions du Nord, confiées à trois nonces apostoliques : le nonce de Cologne a le soin pastoral des missions de l'Allemagne du Nord ; celui de Varsovie, les missions de la Suède et du Mecklembourg ; et enfin celui de Bruxelles, les missions catholiques du Danemark et de la Norvège.
Le nombre de fidèles catholiques augmentant (avec les migrations), la Propaganda Fide érige un vicariat apostolique dit « des Missions du Nord », le 28 avril 1667, avec siège à Brême.
Au XVIIIe siècle, le territoire se réduit pour l'érection du vicariat apostolique de Haute et Basse-Saxe, le 6 avril 1709 et supprimé en 1780 ; du vicariat apostolique de la Saxe, érigé en 1743 et supprimé en 1921 ; et du vicariat apostolique de la Suède (aujourd'hui diocèse catholique de Stockholm), érigé le 23 septembre 1783.
À la suite du congrès de Vienne (1815) et de la redéfinitions des frontières des États membres de la Confédération germanique, le Saint-Siège intervient par une série de bulles pontificales qui redessinent les contours des circonscriptions ecclésiastiques allemandes : en 1821 et en 1824 les bulles De salute animarum et Impensa romanorum pontificum.
Le vicariat apostolique cède des pans de territoires, désormais incorporés au diocèse de Münster, au diocèse de Paderborn,  au diocèse de Breslau, au diocèse d'Osnabrück et à celui de Hildesheim.
Il cède en 1834 une portion de son territoire pour le nouveau vicariat apostolique d'Anhalt.
Le pape Grégoire XVI publie le 17 septembre 1839 le bref apostolique Ex pastoralis qui établit à Hambourg la résidence du vicaire apostolique.
Le 7 août 1868, il cède d'autres portions de son territoire à l'avantage de la préfecture apostolique du Danemark (aujourd'hui diocèse catholique de Copenhague) et de la préfecture apostolique du Schleswig-Holstein et assume le nom de vicariat apostolique de la Germanie septentrionale.
À partir de 1846, le vicariat apostolique est administré (en qualité de pro-vicaires) par les évêques d'Osnabrück, auxquels est attribué le 15 novembre 1921 le titre de vicaires apostoliques.
Au début du XXe siècle, le vicariat apostolique compte environ 79 000 catholiques, répartis en 17 paroisses et en stations missionnaires, pour 47 prêtres, et une dizaine de communautés féminines.
Finalement, le 3 août 1930, le pape Pie XI supprime par la bulle Pastoralis officii le vicariat, désormais incorporé au diocèse d'Osnabrück.

## Ordinaires
- Valerio Maccioni † (28 avril 1667 - 5 septembre 1676)
- Bienheureux Nicolas Sténon (Niels Stensen) † (21 août 1677 - 5 décembre 1686)
- Friedrich von Tietzen-Schlütter † (4 août 1687 - 4 novembre 1696)
- Jobst Edmund von Brabeck † (10 mai 1697 - 13 août 1702)
- Otto Wilhelm von Bronckhorst zu Gronsfeld, S.J. † (13 octobre 1702 - 5 avril 1713)
- Johann Hugo von Gartz † (15 février 1715 - 25 décembre 1716)
- Hyacinthe Petit, O.Carm. † (11 février 1718 - 26 juillet 1719)
- Johann Friedrich Adolf von Hörde zu Schönholthausen † (15 décembre 1722 - 3 août 1761)
- Franz Josef von Gondola, O.S.B. † (1761 - 5 mars 1774)
- Friedrich Wilhelm von Westphalen † (1775 - 6 janvier 1789)
- Franz Egon von Fürstenberg † (1795 - 11 août 1825)
  - Sede vacante (1825-1839)
- Johannes Theodor Laurent † (17 septembre 1839 - 1er décembre 1841 nommé vicaire apostolique du Luxembourg)
  - Siège administré par les évêques d'Osnabrück (1846-1921)
- Hermann Wilhelm Berning † (15 novembre 1921 - 13 août 1930)